# NGC 740
NGC 740 is een balkspiraalstelsel in het sterrenbeeld Driehoek. Het hemelobject werd op 11 oktober 1850 ontdekt door de Ierse astronoom William Parsons.

## Synoniemen
- PGC 7316
- UGC 1421
- MCG 5-5-31
- ZWG 503.58
- KUG 0154+327A